# الجمعية العامة في الأوروغواي
الجمعية العامة في الأوروغواي (بالإنجليزية: General Assembly of Uruguay)‏ هي الهيئة التشريعية في الأوروغواي، تتكون من المجلس الأعلى مجلس شيوخ الأوروغواي
الذي يضم 30 مقعداً، والمجلس الأدنى Chamber of Representatives of Uruguay ‏ الذي يضم 99 مقعداً.